# 岩槻市
岩槻市（いわつきし）は、かつて埼玉県の東部に存在した市である。東京都特別区部への通勤率は15.9%・さいたま市への通勤率は13.5%（いずれも2000年国勢調査）。
旧南埼玉郡。2005年4月1日にさいたま市に編入され、旧市域はそのまま、さいたま市岩槻区に移行した。現在の当地については同記事を参照。
市の中心部は江戸時代、岩槻藩5万5千石の城下町でありかつ日光御成街道の宿場町でもあった。

## 地理
地理については岩槻区の記事を参照のこと。

## 歴史
岩槻市の成立から廃止までの時期以外については、岩槻区の記事を参照のこと。
- 1954年（昭和29年）7月1日 - 南埼玉郡岩槻町が市制施行し岩槻市が発足。
- 2003年（平成15年）1月26日 - 合併の是非・合併相手の候補を考える住民投票[1]が行われ、さいたま市との合併に賛成が半数を超え、同年2月5日にさいたま市に対して合併協議を申し入れた。
- 2005年（平成17年）4月1日 - さいたま市に編入され、さいたま市岩槻区となる。
  - 岩槻区発足後は、旧岩槻市役所庁舎がそのまま岩槻区役所庁舎となり、2012年1月4日に岩槻駅前の再開発ビル「ワッツ」内に移転するまで使用された。

## 行政

### 歴代市長

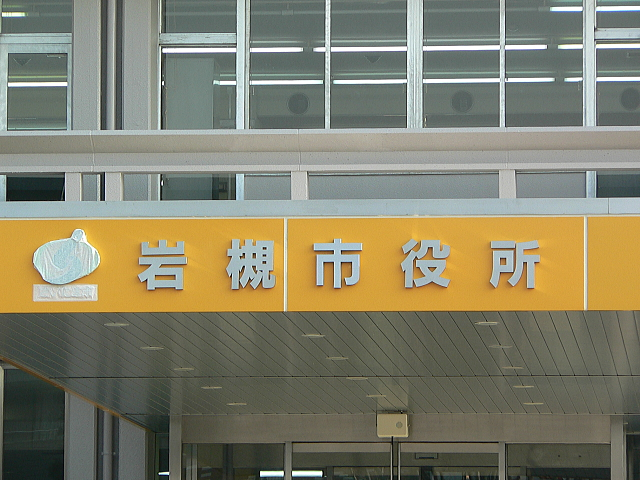
岩槻市役所玄関の銘板（合併直前時）

| 代 | 氏名       | 就任          | 退任          | 期・備考 |
| -- | ---------- | ------------- | ------------- | --- |
| 初 | 平野廣     | 1954年7月1日  | 1958年6月30日 | 1期・1951年10月9日より1954年5月2日まで合併前の岩槻町長、同年5月3日より5月29日まで合併後の岩槻町長職務執行者、6月15日より6月30日まで合併後の岩槻町長として在任（通算3期） 岩槻町長選挙へ立候補のため、町長職務執行者を辞任。後任として、旧慈恩寺村長であった利根川清が岩槻町長職務代理者として1954年5月30日より6月14日まで在任。 その後、町長選挙に当選し、初代かつ最終となる合併後の岩槻町長となった。 |
| 2  | 平野廣     | 1958年7月1日  | 1962年6月30日 | 2期（通算4期） |
| 3  | 平野廣     | 1962年7月1日  | 1966年3月11日 | 3期（通算5期） |
| 4  | 折原一     | 1966年4月25日 | 1970年4月24日 | 1期 |
| 5  | 折原一     | 1970年4月25日 | 1973年6月11日 | 2期・収賄容疑で逮捕され、失職 |
| 6  | 関根龍之焏 | 1973年7月29日 | 1977年7月28日 | 1期 |
| 7  | 関根龍之焏 | 1977年7月29日 | 1981年7月28日 | 2期 |
| 8  | 関根龍之焏 | 1981年7月29日 | 1985年7月28日 | 3期 |
| 9  | 斎藤伝吉   | 1985年7月29日 | 1989年7月28日 | 1期 |
| 10 | 斎藤伝吉   | 1989年7月29日 | 1993年7月28日 | 2期 |
| 11 | 斎藤伝吉   | 1993年7月29日 | 1997年7月28日 | 3期 |
| 12 | 斎藤伝吉   | 1997年7月29日 | 1998年1月12日 | 4期・収賄容疑で逮捕され、失職 |
| 13 | 佐藤征治郎 | 1998年3月1日  | 2002年2月28日 | 1期 |
| 14 | 佐藤征治郎 | 2002年3月1日  | 2005年3月31日 | 2期、さいたま市への編入合併に伴い失職 |

## 姉妹都市・提携都市
下記は岩槻市廃止時点のものである。

### 国内
- 千葉県安房郡千倉町（現・南房総市）
  - 1981年友好都市提携

### 海外
- ナナイモ市（カナダ ブリティッシュコロンビア州）
  - 1996年9月25日国際友好都市提携

## 地域

### 健康
- 平均年齢：42.5歳（男＝41.7歳、女＝43.4歳）　（2005年1月1日現在）

### 教育

#### 学校
学校のリストについては、岩槻区の記事を参照のこと。なお、岩槻市廃止以降旧市域での学校の新設・統廃合・名称変更（「岩槻市立」から「さいたま市立」への変更を除く）はない。

## 交通
コミュニティバスとして、1989年（平成元年）から岩槻市公共施設循環バスを運行していた。福祉目的の無料バスであった。岩槻市のさいたま市への編入合併により、2005年（平成17年）3月末日をもって廃止された。
その他、旧・岩槻市域の交通については、岩槻区の記事を参照のこと。

## 名所・旧跡・観光スポット・祭事・催事
名所・旧跡・観光スポット・祭事・催事については、岩槻区の記事を参照のこと。

## 出身有名人
- さいたま市出身の人物一覧#旧岩槻市域の出身著名人を参照。